# Chau Giang
Chau Tu Giang (* 2. Juli 1955 in Vietnam) ist ein professioneller US-amerikanischer Pokerspieler mit vietnamesischen Wurzeln. Er ist dreifacher Braceletgewinner der World Series of Poker.

## Persönliches
Giang floh in den späten 1970ern in einem kleinen Boot aus Vietnam und ging nach Florida. Dort arbeitete er für den Mindestlohn. Bald darauf ging er nach Colorado und nahm einen Job als Koch an, womit er 160 US-Dollar pro Woche verdiente. Im Laufe der Zeit lernte er Pokern und aufgrund seines Erfolges konnte er es sich leisten, nach Las Vegas zu ziehen, wo er in seinem ersten Jahr als professioneller Pokerspieler über 100.000 US-Dollar verdiente. Giang ist verheiratet und hat drei Kinder.

## Pokerkarriere

### Werdegang
Seinen ersten großen Erfolg hatte Giang 1993 bei der World Series of Poker (WSOP) in Las Vegas, wo er Zweiter bei einem Turnier der Variante Pot Limit Hold’em wurde. In Ace to Five Draw im selben Jahr gewann Giang sein erstes Bracelet und erhielt 82.800 US-Dollar. Beim Main Event der WSOP 1996 belegte er den 13. Platz. Sein zweites Bracelet gewann er im Jahr 1998 bei Omaha Eight or Better, das dritte folgte in Pot Limit Omaha bei der WSOP 2004.
Giang vermied es mehrere Jahre, andere Turniere außer die der WSOP zu spielen und konzentrierte sich auf Cash Games, wo er normalerweise mit einem 4000/8000-$-Limit spielte. Er war zudem regelmäßig im Big Game im Hotel Bellagio am Las Vegas Strip ein Nachbar von Doyle Brunson. Als Giang von seinen Kindern gefragt wurde, warum er nicht mehr im Fernsehen zu sehen war, kehrte er zu den Turnierspielen zurück. Beim ersten Main Event der World Poker Tour (WPT) im Bellagio belegte er den neunten Platz. Seinen größten Turniergewinn erzielte er 2005 mit dem zweiten Platz bei den World Poker Open der WPT, als er mehr als 770.000 US-Dollar gewann. Nach einer Geldplatzierung beim PokerStars Caribbean Adventure auf den Bahamas im Januar 2013 erzielte Giang fast zehn Jahre keine weitere, ehe er im Oktober 2022 ein Turnier im Bellagio als Vierter abschloss.
Insgesamt hat sich Giang mit Poker bei Live-Turnieren über 3,5 Millionen US-Dollar erspielt.

### Braceletübersicht
Giang kam bei der WSOP 60-mal ins Geld und gewann drei Bracelets:
| Jahr | Buy-in (in $) | Turnier                | Teilnehmer | Preisgeld (in $) |
| ---- | ------------- | ---------------------- | ---------- | ---------------- |
| 1993 | 1500          | Limit A-5 Draw Lowball | 138        | 082.800          |
| 1998 | 2000          | Limit Omaha Hi-Lo      | 204        | 150.960          |
| 2004 | 2000          | Pot Limit Omaha        | 145        | 187.920          |